# El Tejocote, Guerrero
El Tejocote är en ort i Mexiko.   Den ligger i kommunen Tlacoapa och delstaten Guerrero, i den sydöstra delen av landet, 240 km söder om huvudstaden Mexico City. El Tejocote ligger 2 246 meter över havet och antalet invånare är 519.
Terrängen runt El Tejocote är kuperad åt nordväst, men åt sydost är den bergig. Runt El Tejocote är det ganska glesbefolkat, med 24 invånare per kvadratkilometer. Närmaste större samhälle är Malinaltepec, 14,7 km öster om El Tejocote. I omgivningarna runt El Tejocote växer huvudsakligen savannskog.